# Парк КСП «Південний»
Парк КСП «Південний» — парк-пам'ятка садово-паркового мистецтва місцевого значення. Об'єкт розташований на території Голопристанського району Херсонської області, с. Садове.
Площа — 14 га, статус отриманий у 1964 році.

## Історія
Парк заснував  в XIX столітті німецький колоніст Генріх Генріховіч Реймер.
 Тут збереглися старі паркові ворота, кілька житлових і господарських будівель. Все це збудовано з цегли і черепиці місцевого виробництва, про що свідчать клейма.
Про засновника парку відомо не так багато: було у нього четверо дітей, та дуже любив свій парк. У його економії була велика пасіка, власна сироварня. У парку на вихідних грала музика, влаштовувалися танці. 
У парку ростуть величезні дуби, особливо відомі «Дуб з іконою» та «Дуб кохання», вони є найстарішими деревами цієї місцевості.